# Yao Wenyuan
Yao Wenyuan (Chinees: 姚文元,Hanyu pinyin: Yáo Wényuán) (Zhuji, (Zhejiang), 12  januari 1931 -  Shanghai, 23 december 2005) was een lid van de Bende van Vier en schrijver. Hij werd ook wel de moordenaar met de pen genoemd. 
Zijn vader, Yao Pengzi, was ook een literair criticus en lid van de Communistische Partij van China (CCP). Yao Wenyuan werd in 1948 partijlid en begon zijn schrijverscarrière, net als zijn vader, als literair criticus in Shanghai. In 1954 noemde hij de bekende schrijver Hu Feng contra-revolutionair. Hu Feng had opgeroepen voor meer culturele vrijheid en dit was een kritiek op het beleid van Mao. Zijn artikel werd opgemerkt door Zhang Chunqiao, de redacteur van de partijkrant in de stad.
Door zijn artikelen werd hij opgemerkt door voorzitter Mao die hem een "literaire ster" noemde. Hij werd gepromoveerd tot hoge posities in de propaganda-afdeling van de partij in Shanghai. Hij werd ook lid van een "anti-rechts" beweging die gericht was tegen afwijkende intellectuelen. Van deze laatste groep zijn duizenden mensen naar kampen op het platteland verbannen en tewerkgesteld.
In november 1965 schreef hij een artikel tegen het toneelstuk De armoede van Hai Rui (geschreven door Wu Han, de vice-burgemeester van Peking) in opdracht van Jiang Qing, de derde vrouw van Mao Zedong. Zij was destijds voorzitster van het bureau voor de Grote Zuivering "de Kleine Groep voor de Culturele Revolutie", en dus indirect in opdracht van Mao zelf. Het stuk werd gepubliceerd bij de aanvang van de Culturele Revolutie en maakte deel uit van de aftrap ervan. Mao was door de Russen getipt dat het toneelstuk opgevat kon worden als een oproep tot rehabilitatie van de in ongenade gevallen ex-generaal Peng Dehuai (die was bestempeld als contra-revolutionair en verbannen). Mede als gevolg van het artikel van Yao werd Wu Han ter dood veroordeeld.
Vanaf april 1969 ging Wenyuan zich bezighouden met het schrijven van propaganda-artikelen voor de CCP.
Kort na de dood van Mao werd hij in oktober 1976 gearresteerd. In zijn proces verzette hij zich nauwelijks, in zijn visie had hij fouten gemaakt maar geen misdaden begaan. In 1981 werd veroordeeld tot 20 jaar gevangenisstraf. Hij werd vrijgelaten op 5 oktober 1996 en woonde op het einde van zijn leven in Shanghai. Op 23 december 2005 overleed hij op 74-jarige leeftijd aan diabetes als het laatste nog levende lid van de Bende van Vier. Zijn dood werd pas op 6 januari 2006 bekendgemaakt.
- Bibsys: 90944807
- Gemeinsame Normdatei: 12911460X
- International Standard Name Identifier: 0000 0001 1850 6331
- Library of Congress Control Number: n86133634
- Nationale Bibliotheek van Tsjechië: xx0210923
- Nationale bibliotheek van Australië: 36648583
- Nationale Bibliotheek van Israël: 987007454813605171
- Nederlandse Thesaurus van Auteursnamen: 06747179X
- Réseau des bibliothèques de Suisse occidentale: 02-A026127523
- Istituto Centrale per il Catalogo Unico: PALV033392
- Système universitaire de documentation: 235009520
- Virtual International Authority File: 95006973
- WorldCat: E39PBJwX7m6JkhXQWDmkJbj9jC